# Zembrzus Wielki
Zembrzus Wielki (prononciation : [ˈzɛmbʐus ˈvjɛlki]) est un village polonais de la gmina de Czernice Borowe dans le powiat de Przasnysz de la voïvodie de Mazovie dans le centre-est de la Pologne.
Il se situe à environ 2 kilomètres à l'ouest de Czernice Borowe (siège de la gmina), 13 kilomètres à l'ouest de Przasnysz (siège du powiat) et à 93 kilomètres au nord de Varsovie (capitale de la Pologne).

## Histoire
De 1975 à 1998, le village appartenait administrativement à la voïvodie de Ciechanów.